# Alsfeld-Liederbach
Liederbach ist ein Stadtteil von Alsfeld im mittelhessischen Vogelsbergkreis.

## Ortsgeschichte

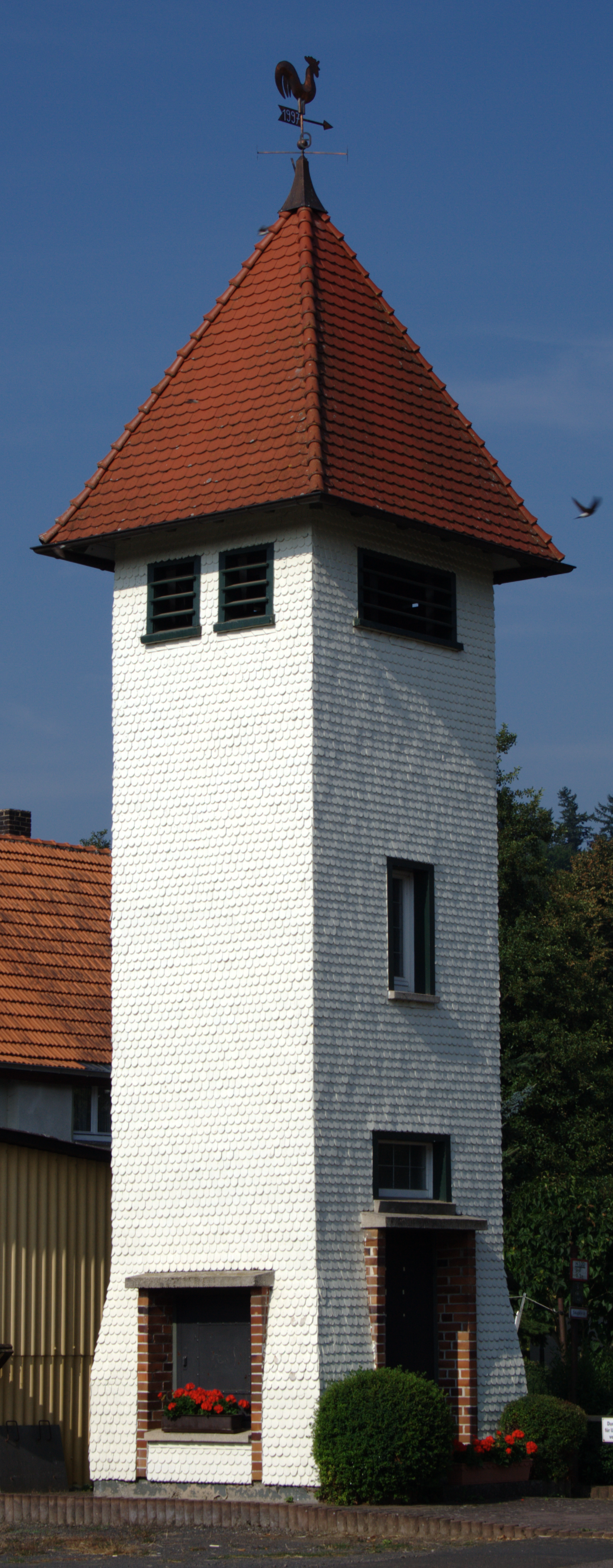
Glockenturm in Liederbach

### Mittelalter
Die Ersterwähnung von Liederbach stammt aus dem Jahre 1263 vom 14. Oktober: „in villis, videlicet in Lyderbach, in Disroth, in Vokkinrode ...“ (in den Dörfern, nämlich Liederbach, in Disroth und in Vockenrod.) Hier wird erstmals die Siedlungsform des Ortes genannt: „villa“.
Ältere Erwähnungen beziehen sich auf das Gewässer Liederbach, einen Zufluss der Schwalm.
Diese Erwähnungen entstammen dem Codex Eberhardi, einem Kopiar des Klosters Fulda und zwar aus den Jahren 812 bzw. aus der Zeit zwischen 813 und 817.
In einem Salbuch finden sich für den Ortsnamen die Schreibweisen „Liderbach, Liederbach und Lidderbach“.
Der Ortsname wird von dem Gewässer abgeleitet, an dem das Dorf liegt. Das Bestimmungswort ist das ahd. „hliodar“, das Geräusch, Ton bedeutet. Demnach ist Liederbach der „rauschende Bach“.
Um 1270 wird ein Mitglied des Dorfadels „Eckardus de Liedirbach“ genannt. Die adlige Familie „von ´Liederbach“ erlangt später einige Bedeutung im Deutschen Orden.

### Neuzeit
Die Statistisch-topographisch-historische Beschreibung des Großherzogthums Hessen berichtet 1830 über Liederbach:

„Liederbach (L. Bez. Alsfeld) evangel. Filialdorf, liegt 3⁄4 St. von Alsfeld, hat 45 Häuser und 360 evangelische Einwohner, deren Mehrzahl aus Bauern besteht. Die Kirche liegt zu Oberrod. – Dieser Ort wird 812, gelegenheitlich der Einweihung der Kirche zu Schlitz genannt.“

Zum 1. August 1972 wurde die bis dahin selbständige Gemeinde Liederbach im Zuge der Gebietsreform in Hessen kraft Landesgesetz als Stadtteil in die Stadt Alsfeld eingegliedert. Für den Stadtteil Liederbach, wie für die übrigen Stadtteile von Alsfeld, wurde ein Ortsbezirk eingerichtet.

### Verwaltungsgeschichte im Überblick
Die folgende Liste zeigt die Staaten und Verwaltungseinheiten, denen Liederbach angehört(e):
- vor 1567: Heiliges Römisches Reich, Landgrafschaft Hessen, Amt Romrod
- ab 1567: Heiliges Römisches Reich, Landgrafschaft Hessen-Marburg, Amt Romrod[14]
- 1604–1648: Heiliges Römisches Reich, strittig zwischen Landgrafschaft Hessen-Darmstadt und Landgrafschaft Hessen-Kassel (Hessenkrieg)
- ab 1604: Heiliges Römisches Reich, Landgrafschaft Hessen-Darmstadt, Oberfürstentum Hessen, Oberamt Alsfeld, Amt Romrod
- ab 1806: Großherzogtum Hessen,[Anm. 2] Fürstentum Oberhessen, Oberamt Alsfeld, Amt Romrod[15][16]
- ab 1815: Großherzogtum Hessen, Provinz Oberhessen, Amt Romrod[17]
- ab 1821: Großherzogtum Hessen, Provinz Oberhessen, Landratsbezirk Romrod[18][Anm. 3]
- ab 1829: Großherzogtum Hessen, Provinz Oberhessen, Landratsbezirk Alsfeld
- ab 1832: Großherzogtum Hessen, Provinz Oberhessen, Kreis Alsfeld
- ab 1848: Großherzogtum Hessen, Regierungsbezirk Alsfeld
- ab 1852: Großherzogtum Hessen, Provinz Oberhessen, Kreis Alsfeld
- ab 1867: Norddeutscher Bund, Großherzogtum Hessen, Provinz Oberhessen, Kreis Alsfeld
- ab 1871: Deutsches Reich, Großherzogtum Hessen, Provinz Oberhessen, Kreis Alsfeld
- ab 1918: Deutsches Reich, Volksstaat Hessen, Provinz Oberhessen, Kreis Alsfeld
- ab 1938: Deutsches Reich, Volksstaat Hessen, Landkreis Alsfeld
- ab 1945: Deutsches Reich, Amerikanische Besatzungszone,[Anm. 4] Groß-Hessen, Regierungsbezirk Darmstadt, Landkreis Alsfeld
- ab 1946: Deutsches Reich, Amerikanische Besatzungszone, Hessen, Regierungsbezirk Kassel, Landkreis Ziegenhain
- ab 1949: Bundesrepublik Deutschland, Hessen, Regierungsbezirk Kassel, Landkreis Ziegenhain
- ab 1972: Bundesrepublik Deutschland, Hessen, Regierungsbezirk Kassel, Vogelsbergkreis, Stadt Alsfeld
- ab 1981: Bundesrepublik Deutschland, Hessen, Regierungsbezirk Gießen, Vogelsbergkreis, Stadt Alsfeld

### Gerichte seit 1803
In der Landgrafschaft Hessen-Darmstadt wurde mit Ausführungsverordnung vom 9. Dezember 1803 das Gerichtswesen neu organisiert. Für die Provinz Oberhessen wurde das „Hofgericht Gießen“ als Gericht der zweiten Instanz eingerichtet. Die Rechtsprechung der ersten Instanz wurde durch die Ämter bzw. Standesherren vorgenommen und somit für Liederbach das Amt Alsfeld. Nach der Gründung des Großherzogtums Hessen 1806 wurden die Aufgaben der ersten Instanz 1821 im Rahmen der Trennung von Rechtsprechung und Verwaltung auf die neu geschaffenen Landgerichte übertragen. „Landgericht Alsfeld“ war daher von 1821 bis 1879 die Bezeichnung für das erstinstanzliche Gericht in Alsfeld, das heutige Amtsgericht, das für Liederbach zuständig war.
Anlässlich der Einführung des Gerichtsverfassungsgesetzes mit Wirkung vom 1. Oktober 1879, infolge derer die bisherigen großherzoglich hessischen Landgerichte durch Amtsgerichte an gleicher Stelle ersetzt wurden, während die neu geschaffenen Landgerichte nun als Obergerichte fungierten, kam es zur Umbenennung in Amtsgericht Alsfeld und Zuteilung zum Bezirk des Landgerichts Gießen.

## Bevölkerung

### Einwohnerstruktur 2011
Nach den Erhebungen des Zensus 2011 lebten am Stichtag dem 9. Mai 2011 in Liederbach 492 Einwohner. Darunter waren 6 (1,2 %) Ausländer.
Nach dem Lebensalter waren 84 Einwohner unter 18 Jahren, 198 zwischen 18 und 49, 99 zwischen 50 und 64 und 114 Einwohner waren älter. Die Einwohner lebten in 216 Haushalten. Davon waren 69 Singlehaushalte, 60 Paare ohne Kinder und 69 Paare mit Kindern, sowie 15 Alleinerziehende und 3 Wohngemeinschaften. In 57 Haushalten lebten ausschließlich Senioren und in 132 Haushaltungen lebten keine Senioren.

### Einwohnerentwicklung
| • 1791: | 209 Einwohner            |
| • 1800: | 231 Einwohner            |
| • 1806: | 266 Einwohner, 42 Häuser |
| • 1829: | 360 Einwohner, 45 Häuser |
| • 1867: | 334 Einwohner, 46 Häuser |

| Liederbach: Einwohnerzahlen von 1791 bis 2015 | Liederbach: Einwohnerzahlen von 1791 bis 2015 | Liederbach: Einwohnerzahlen von 1791 bis 2015 | Liederbach: Einwohnerzahlen von 1791 bis 2015 | Liederbach: Einwohnerzahlen von 1791 bis 2015 |
| --- | --------------------------------------------- | --------------------------------------------- | --------------------------------------------- | --------------------------------------------- |
| Jahr |                                               |                                               |                                               | Einwohner                                     |
| 1791 | 1791                                          |                                               | 209                                           | 209                                           |
| 1800 | 1800                                          |                                               | 231                                           | 231                                           |
| 1806 | 1806                                          |                                               | 266                                           | 266                                           |
| 1829 | 1829                                          |                                               | 360                                           | 360                                           |
| 1834 | 1834                                          |                                               | 361                                           | 361                                           |
| 1840 | 1840                                          |                                               | 352                                           | 352                                           |
| 1846 | 1846                                          |                                               | 361                                           | 361                                           |
| 1852 | 1852                                          |                                               | 341                                           | 341                                           |
| 1858 | 1858                                          |                                               | 356                                           | 356                                           |
| 1864 | 1864                                          |                                               | 347                                           | 347                                           |
| 1871 | 1871                                          |                                               | 353                                           | 353                                           |
| 1875 | 1875                                          |                                               | 344                                           | 344                                           |
| 1885 | 1885                                          |                                               | 325                                           | 325                                           |
| 1895 | 1895                                          |                                               | 344                                           | 344                                           |
| 1905 | 1905                                          |                                               | 333                                           | 333                                           |
| 1910 | 1910                                          |                                               | 322                                           | 322                                           |
| 1925 | 1925                                          |                                               | 350                                           | 350                                           |
| 1939 | 1939                                          |                                               | 388                                           | 388                                           |
| 1946 | 1946                                          |                                               | 502                                           | 502                                           |
| 1950 | 1950                                          |                                               | 517                                           | 517                                           |
| 1956 | 1956                                          |                                               | 472                                           | 472                                           |
| 1961 | 1961                                          |                                               | 479                                           | 479                                           |
| 1967 | 1967                                          |                                               | 549                                           | 549                                           |
| 1970 | 1970                                          |                                               | 508                                           | 508                                           |
| 1980 | 1980                                          |                                               | ?                                             | ?                                             |
| 1990 | 1990                                          |                                               | ?                                             | ?                                             |
| 2000 | 2000                                          |                                               | ?                                             | ?                                             |
| 2011 | 2011                                          |                                               | 492                                           | 492                                           |
| 2015 | 2015                                          |                                               | 472                                           | 472                                           |
| Datenquelle: Historisches Gemeindeverzeichnis für Hessen: Die Bevölkerung der Gemeinden 1834 bis 1967. Wiesbaden: Hessisches Statistisches Landesamt, 1968. Weitere Quellen: LAGIS; Zensus 2011; Stadt Alsfeld: 2015:, 2020 |                                               |                                               |                                               |                                               |

### Historische Religionszugehörigkeit
| • 1829: | 360 evangelische Einwohner                                                  |
| • 1961: | 428 evangelische (= 89,35 %)e, 41 römisch-katholische (= 8,56 %)e Einwohner |

## Politik
Für Liederbach besteht ein Ortsbezirk (Gebiete der ehemaligen Gemeinde Liederbach) mit Ortsbeirat und Ortsvorsteher nach der Hessischen Gemeindeordnung.
Der Ortsbeirat besteht aus neun Mitgliedern. Bei den Kommunalwahlen in Hessen 2021 betrug die Wahlbeteiligung zum Ortsbeirat 61,85 %. Alle Kandidaten gehörten der „Wählergemeinsachaft Liederbach“ an. Der Ortsbeirat wählte Ralph Linker zum Ortsvorsteher.

## Kulturdenkmäler
Siehe: Liste der Kulturdenkmäler in Liederbach (Alsfeld)

## Wirtschaft und Infrastruktur
Das Dorf ist umgeben von Wiesen, Feldern und Wäldern. Am Eingang des Ortes befindet sich ein Park mit einem Springbrunnen, außerdem gibt es ein Neubaugebiet sowie einen Biobauern im Dorf. Der Sportplatz, die alte Schule (heute Dorfgemeinschaftshaus) sowie der Glockenturm sind Treffpunkte für Aktivitäten und Feiern.